# 라츠 라슬로
라츠 라즐로(헝가리어: Rátz László, 1863년 4월 9일 ~ 1930년 9월 30일)은 헝가리의 교육자이다.
1890년부터 1925년까지 루터교가 창립한 부다페스트의 고등학교 "Budapest-Fasori Evangélikus Gimnázium"의 수학 교사로 재직했으며, 1894년부터 1914년 사이 고등학생을 위한 수학과 물리 저널 "Középiskolai Matematikai és Fizikai Lapok, KöMaL" (약칭 '쾨말')을 편집했다. 에르되시 팔 등 후에 뛰어난 학자가 되는 학생들이 '쾨말'에 열광했다. 수학자 존 폰 노이만, 물리학자 유진 위그너, 경제학자 존 하사니 등 헝가리 출신의 많은 지식인이 그의 제자이다. 유진 위그너는 1970년대까지 사무실 벽에 라츠의 사진을 걸어둘 정도로 그를 존경했으며, 노벨상 수상 연설에서도 라츠에게 감사를 표했다.